# Củ

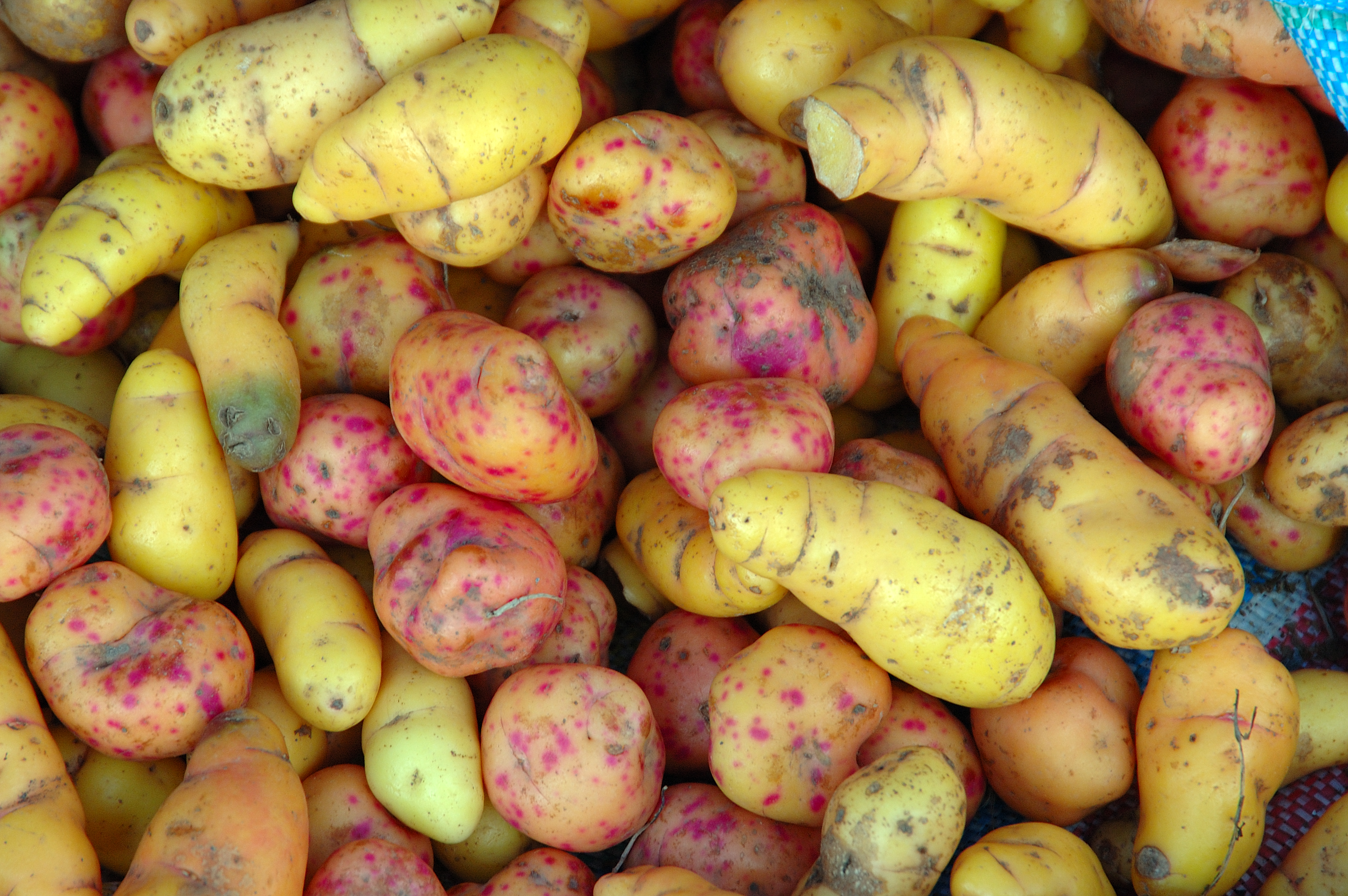
Củ Ulluku (Ullucus tuberosus)

Củ (tiếng Anhː tuber) là một dạng cấu trúc phình to được sử dụng làm cơ quan dự trữ chất dinh dưỡng ở một số cây, phần lớn là thân hoặc rễ. Củ giúp cây sống lâu năm có đủ năng lượng và chất dinh dưỡng, đồng thời là phương tiện sinh sản vô tính.
Thân củ biểu hiện dưới dạng thân rễ dày lên (thân ngầm) hoặc thân bò lan hay thân bồ (tiếng Anhː stolon) (kết nối theo chiều ngang giữa các cơ quan); ví dụ bao gồm khoai tây và khoai từ. Thuật ngữ rễ củ mô tả các rễ bên đã được biến đổi, như ở khoai lang, sắn và thược dược.

## Thân củ

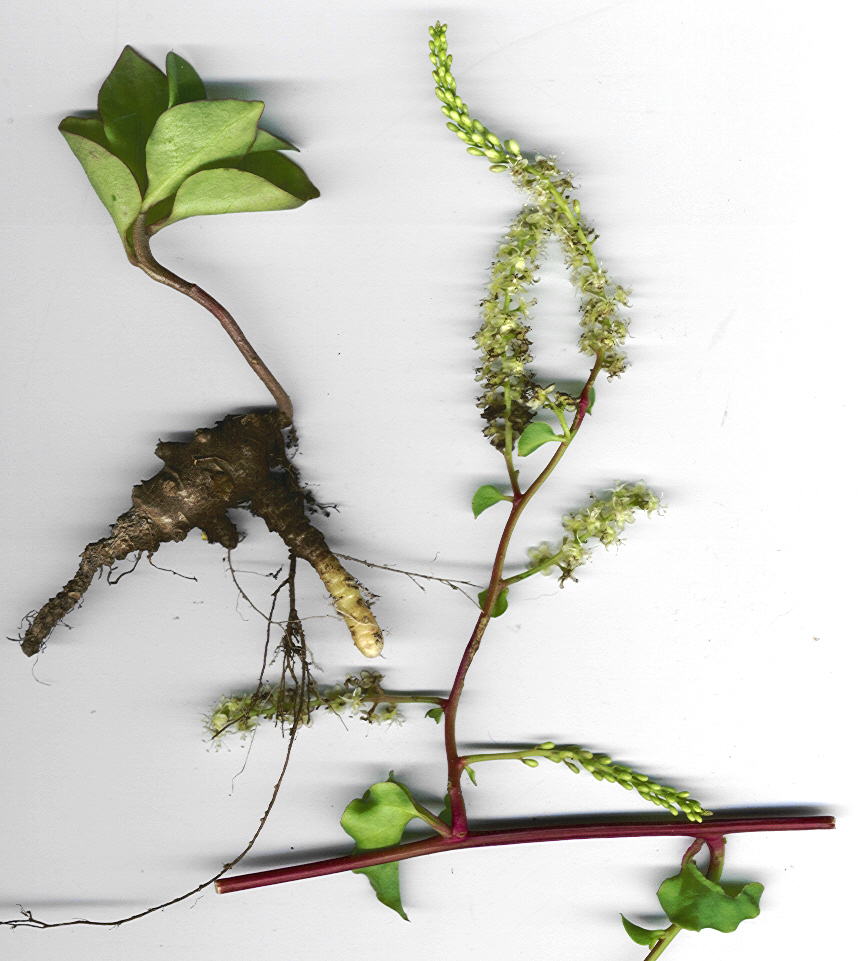
Hoa và củ cây Mồng tơi củ (Anredera cordifolia)

Thân củ hình thành từ thân, thân rễ hoặc thân bò lan phình to lên. Mặt trên của củ tạo ra các chồi phát triển thành thân và lá điển hình còn mặt dưới tạo ra rễ. Chúng có xu hướng hình thành ở các mặt của cây mẹ và thường nằm gần bề mặt đất. Củ ngầm thường là cơ quan dự trữ và tái sinh trong thời gian ngắn phát triển từ một chồi đâm nhánh từ một cây trưởng thành. Các cây con hoặc củ mới được gắn vào củ bố mẹ hoặc hình thành ở phần cuối của thân rễ sống ngầm (bắt đầu dưới mặt đất). Vào mùa thu, cây chết, ngoại trừ những củ con mới, có một mầm trội vào mùa xuân sẽ mọc lại chồi mới tạo ra thân và lá. Vào mùa hè, củ thối rữa và củ mới bắt đầu phát triển. Một số cây cũng hình thành củ nhỏ hơn hoặc nốt rễ hoạt động giống như hạt, tạo ra những cây nhỏ tương đương (về hình thái và kích thước) cây con. Một số loại thân củ có tuổi thọ cao, chẳng hạn như củ thu hải đường, nhưng nhiều cây có củ chỉ tồn tại cho đến khi cây ra lá hoàn toàn, lúc đó củ bị thu nhỏ lại thành vỏ sần teo lại.
Thân củ thường bắt đầu bằng sự căng phình của phần trụ dưới lá mầm của cây con, nhưng đôi khi cũng bao gồm một hoặc hai đốt đầu tiên của trụ trên lá mầm và phần trên của rễ. Củ có hướng thẳng đứng, với một hoặc một vài mầm sinh dưỡng ở phía trên và rễ dạng sợi được tạo ra ở phía dưới từ phần cơ bản. Thông thường củ có hình thuôn dài, tròn.
Cây thu hải đường củ, khoai từ, su hào, gừng, chuối và cây họ Cà là những loại thân củ được trồng phổ biến. Mồng tơi củ (Anredera cordifolia) tạo ra thân củ trên 12 đến 25 foot (3,7 đến 7,6 m) dây leo; củ rơi xuống đất và phát triển. Plectranthus esculentus, thuộc họ Bạc hà Lamiaceae, tạo ra các cơ quan ngầm dạng củ từ gốc thân, nặng đến 1,8 kg (3 lb 15 oz) trên mỗi củ, hình thành từ mầm nách lá tạo ra thân bò lan ngắn phát triển thành củ. Mặc dù cây họ đậu thường không liên quan đến việc hình thành thân củ, Lathyrus tuberosus là một ví dụ có nguồn gốc từ châu Á và châu Âu, nơi chúng từng được dùng làm cây trồng.

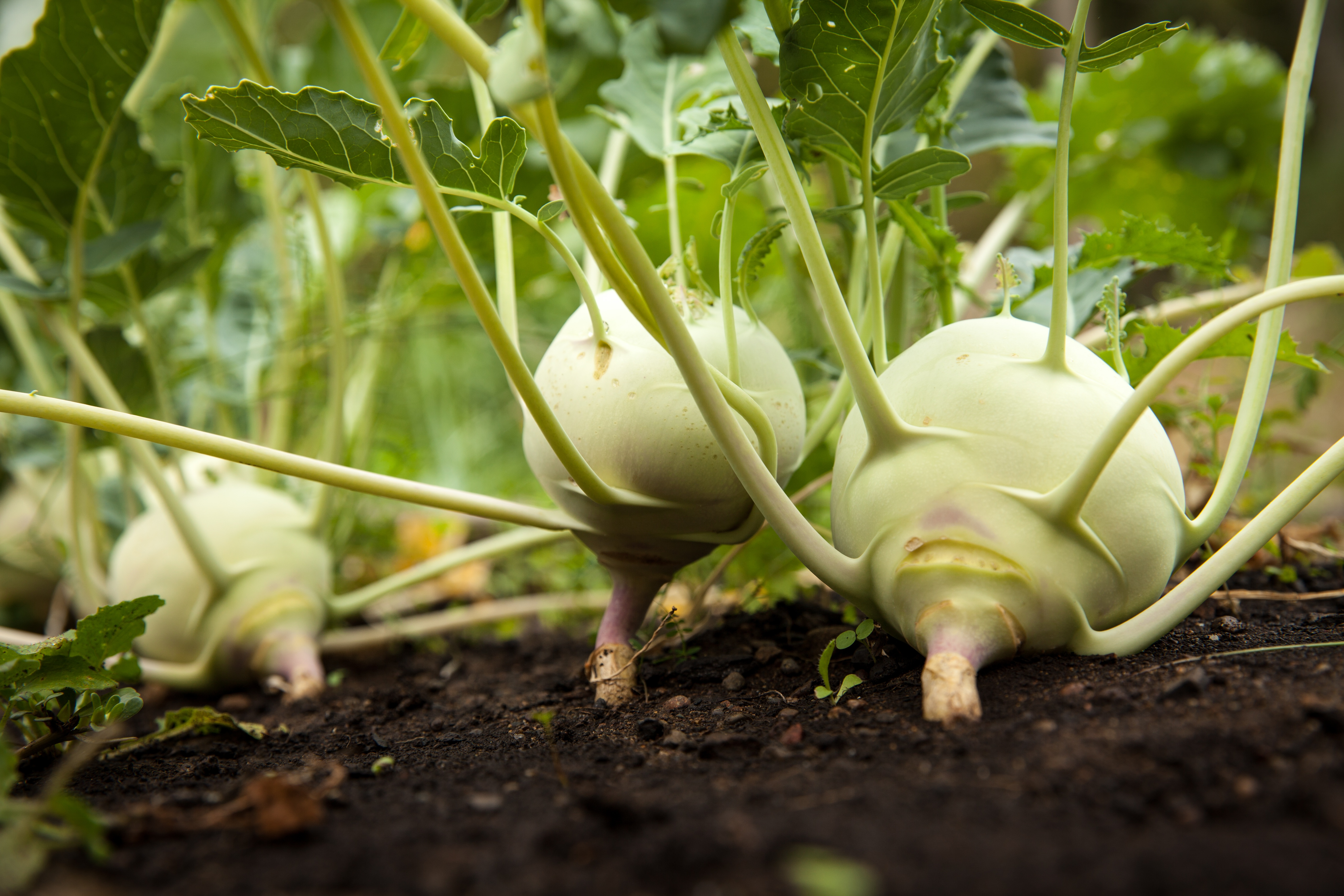
Thân củ ở su hào
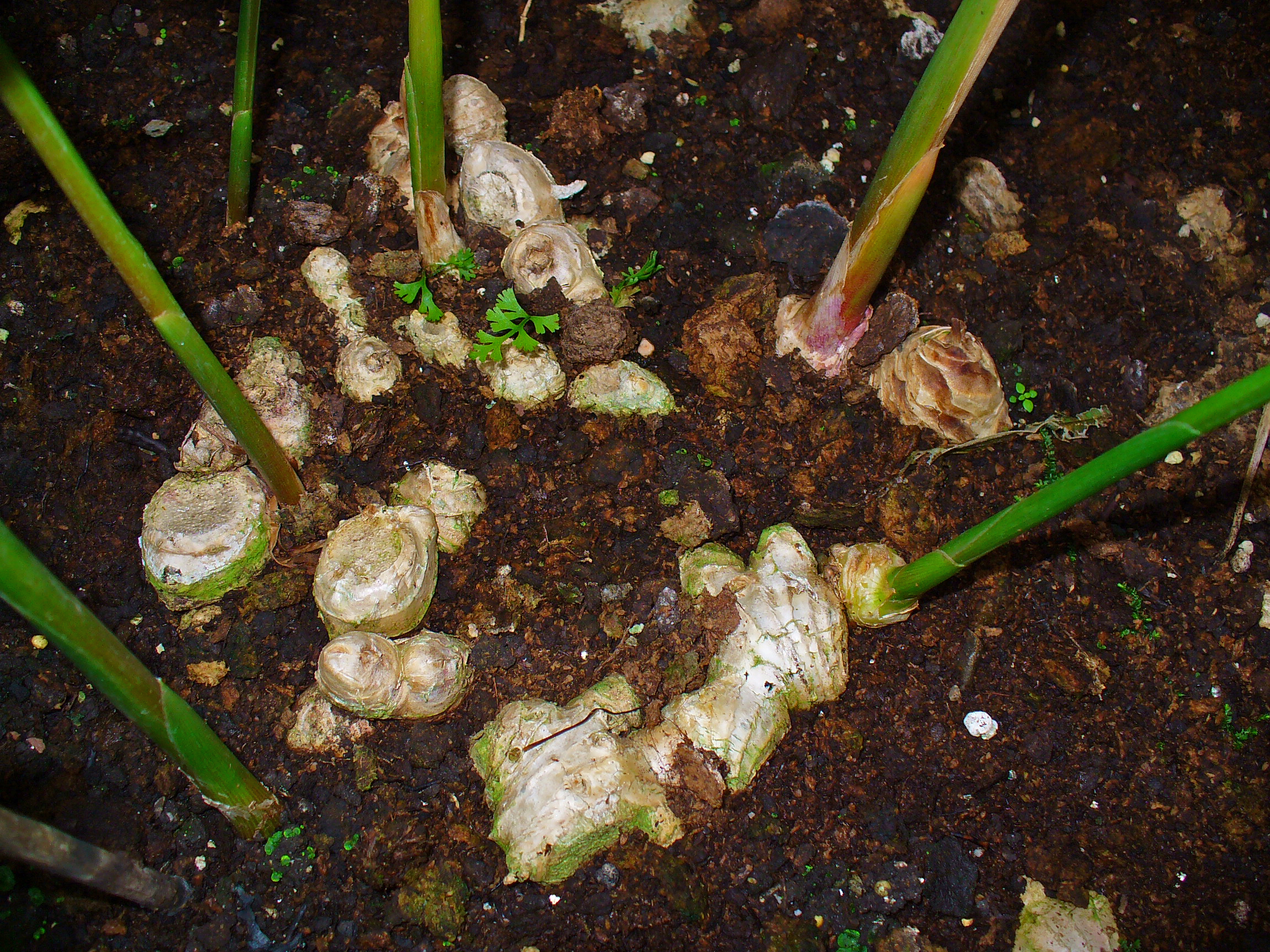
Thân rễ ở gừng
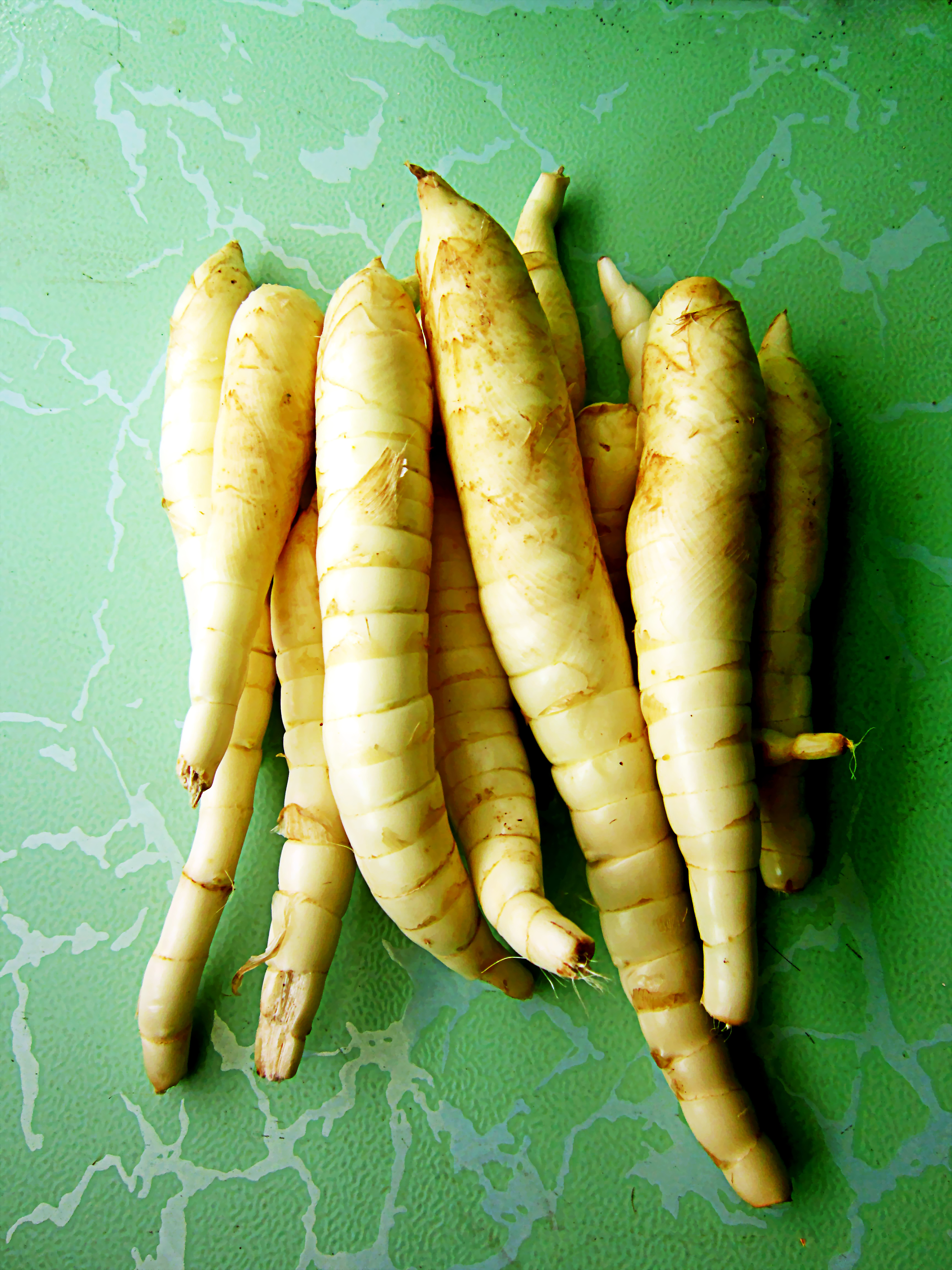
Củ mì tinh (dong ta) cũng là thân củ
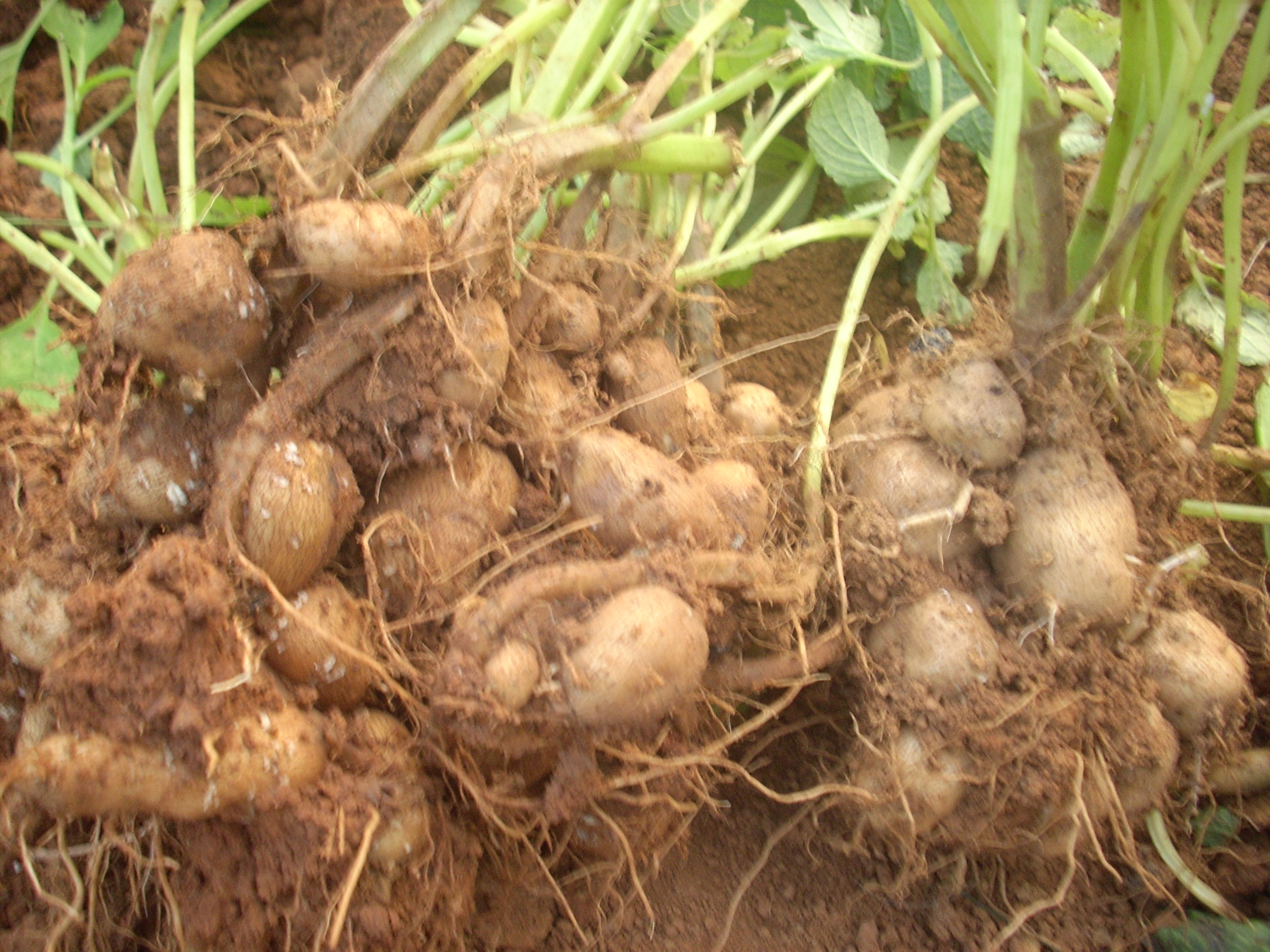
Củ của loài Plectranthus esculentus thuộc họ Hoa môi
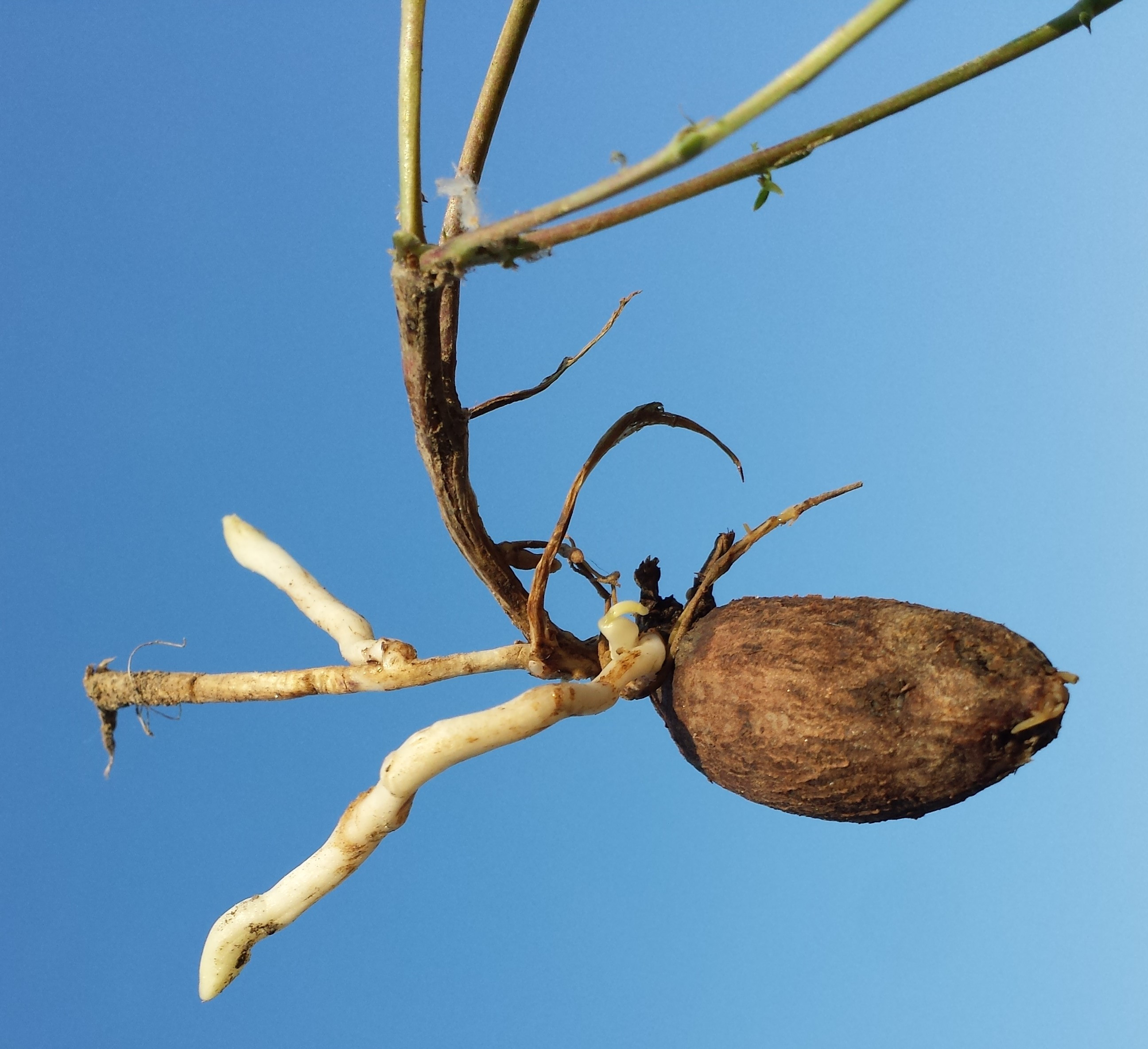
Củ của loài Lathyrus tuberosus

### Khoai tây

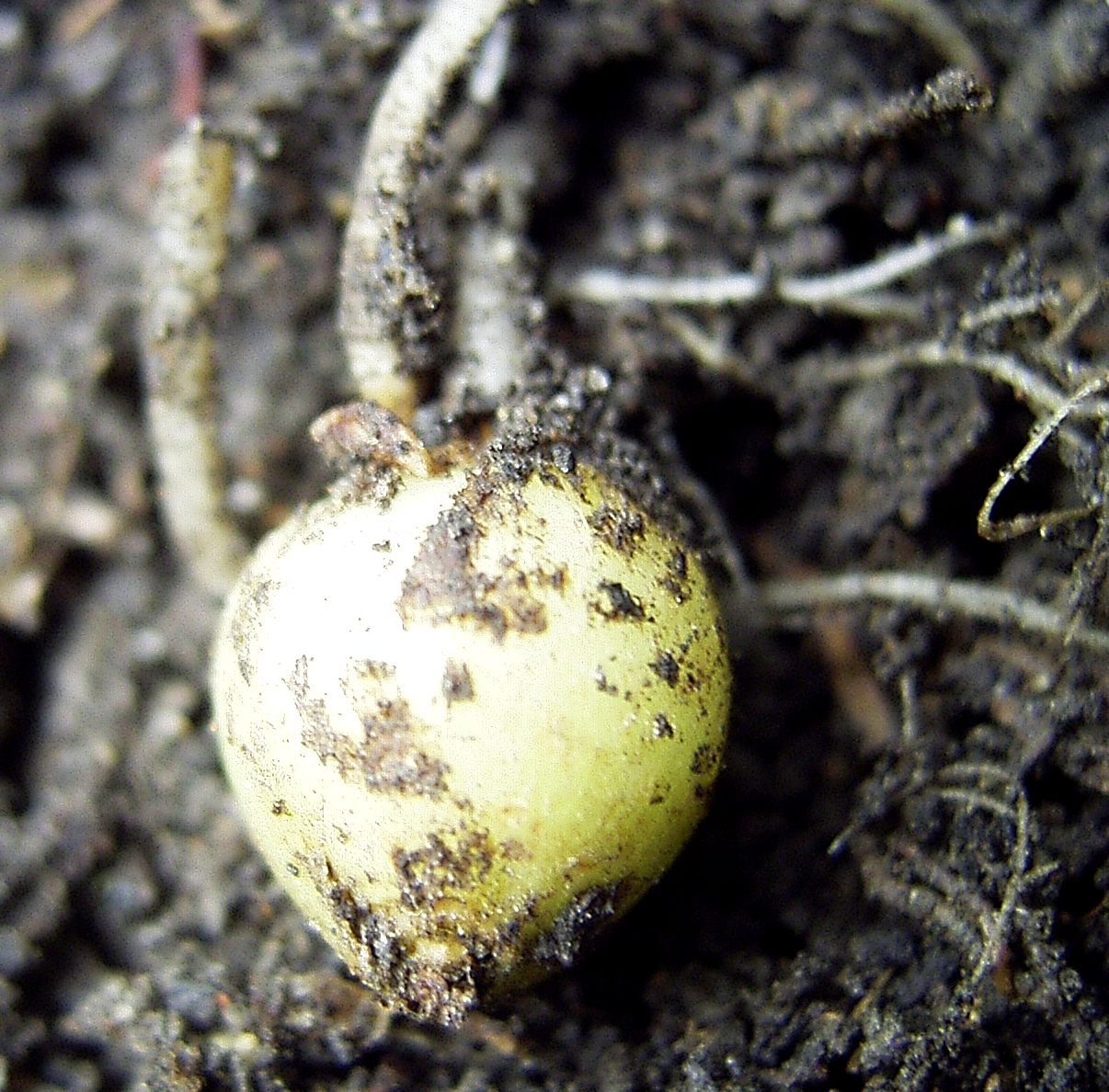
Một củ khoai tây non

Khoai tây là thân củ – thân bò lan căng phình dày lên phát triển thành cơ quan dự trữ. Củ khoai tây là thân cây, do các cành ở gần gốc bị vùi xuống đất sẽ phát triển thành củ. Củ có tất cả các bộ phận của thân bình thường, bao gồm các đốt và lóng. Các đốt là mắt và mỗi đốt đều có một vết sẹo hình lá. Các đốt hoặc mắt được sắp xếp xung quanh củ theo kiểu xoắn ốc bắt đầu từ đầu đối diện với điểm gắn vào thân bò lan. Bên trong, củ chứa đầy tinh bột được dự trữ trong tế bào giống như nhu mô căng phình. Bên trong củ có cấu trúc tế bào điển hình của bất kỳ thân cây nào, bao gồm lõi, vùng mạch và vỏ. Nếu củ bị lộ ra trên mặt đất thì chúng sẽ có màu xanh lá do có chất diệp lục như cành và thân cây.
Củ được sinh ra trong một mùa sinh trưởng và được sử dụng để giúp cây sống lâu năm và làm phương tiện nhân giống. Khi mùa thu đến, cấu trúc trên mặt đất của cây chết đi, nhưng củ vẫn tồn tại dưới lòng đất qua mùa đông cho đến mùa xuân, khi chúng tái sinh chồi mới sử dụng thức ăn dự trữ trong củ để phát triển. Khi chồi chính phát triển từ củ, phần gốc của chồi gần với củ tạo ra rễ bất định và mầm bên cạnh chồi. Chồi cũng tạo ra thân bò lan có thân úa vàng kéo dài. Thân bò lan mở rộng ra trong những ngày dài với sự hiện diện của hàm lượng auxin cao ngăn chặn rễ phát triển khỏi thân bò lan. Trước khi bắt đầu hình thành củ mới, thân bò lan phải ở một độ tuổi nhất định. Enzym lipoxygenase tạo ra một loại hormone, acid jasmonic, có liên quan đến việc kiểm soát sự phát triển của củ khoai tây.
Thân bò lan dễ dàng nhận biết khi cây khoai tây được trồng từ hạt. Khi cây phát triển, thân bò lan được tạo ra xung quanh bề mặt đất từ các đốt. Củ hình thành gần bề mặt đất và đôi khi thậm chí ở trên mặt đất. Khi trồng khoai tây, củ được cắt thành từng miếng và trồng sâu hơn vào đất. Trồng các miếng sâu hơn sẽ tạo thêm diện tích cho cây tạo củ và kích thước của chúng tăng lên. Những miếng chồi nhú mọc lên trên bề mặt. Những chồi này giống như thân rễ và tạo ra thân bò lan ngắn từ các đốt khi ở trên mặt đất. Khi chồi chạm tới bề mặt đất, chúng mọc rễ và chồi phát triển thành cây xanh.

## Rễ củ

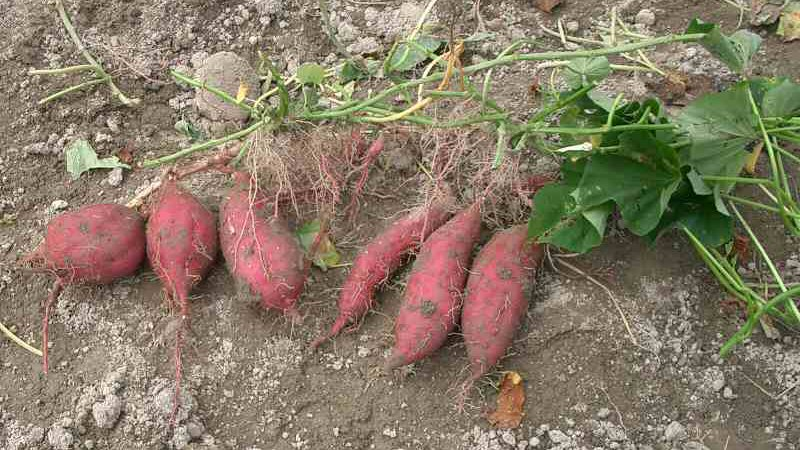
Cây khoai lang mới đào có củ

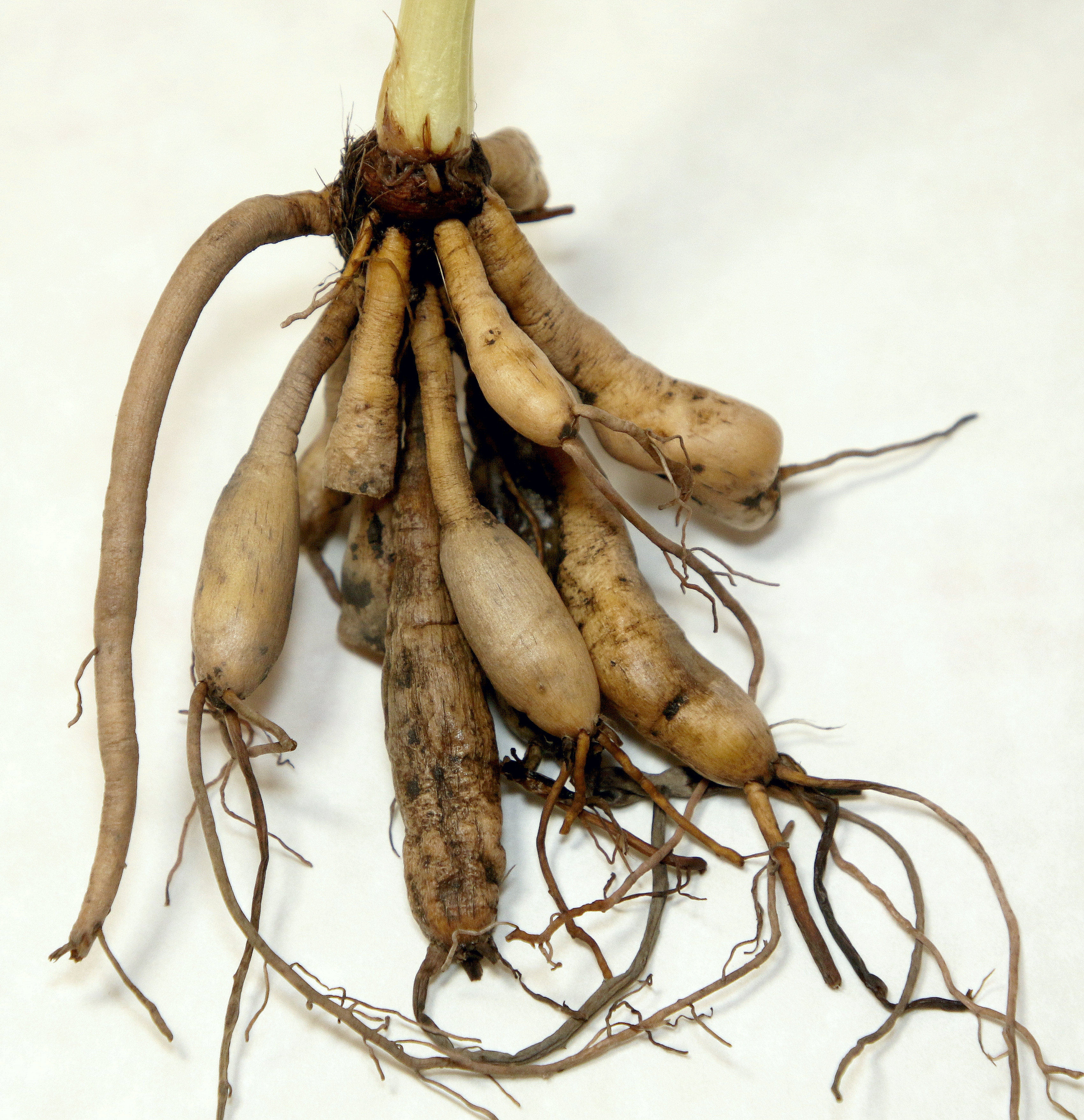
Rễ củ của Hemerocallis

Rễ củ hay rễ dự trữ là một rễ bên đã được biến đổi, được căng phình mang chức năng như một cơ quan dự trữ. Diện tích củ tăng lên có thể được tạo ra ở phần cuối hoặc phần giữa của rễ hoặc bao gồm toàn bộ rễ. Do đó, chúng có nguồn gốc khác nhau nhưng tương tự về chức năng và hình dáng so với thân củ. Cây có rễ củ bao gồm khoai lang (Ipomoea batatas), sắn, củ đậu, cà rốt, củ cải, Chi Cúc Thược dược, Chi Sâm và Chi Từ cô.
Rễ củ là cơ quan lâu dài, rễ dày lên để dự trữ chất dinh dưỡng trong thời gian cây không thể phát triển tích cực, do đó cho phép cây tồn tại từ năm này sang năm khác. Sự phát triển lớn của rễ phụ thường biểu hiện ở khoai lang có cấu trúc mô và tế bào bên trong lẫn bên ngoài của một rễ bình thường; chúng tạo ra thân và rễ bất định, rồi lại cũng sinh ra rễ bất định.
Ở rễ củ không có đốt và lóng hoặc lá nhỏ. Điểm chốt gần của củ, được gắn vào cây già, có mô đỉnh tạo ra chồi phát triển thành thân và tán lá mới. Điểm chốt xa của củ thường tạo ra rễ nguyên vẹn. Ở thân củ, thứ tự đảo ngược, điểm chốt xa tạo ra thân. Rễ củ tồn tại hai năm một lần: cây ra củ trong năm đầu tiên, cuối mùa sinh trưởng thường chết chồi, để lại củ mới sinh; mùa sinh trưởng tiếp theo, củ lại mọc ra chồi mới. Khi chồi của cây mới phát triển, nguồn dự trữ của củ sẽ được tiêu thụ để tạo ra rễ, thân và cơ quan sinh sản mới; bất kỳ mô rễ còn lại nào cũng chết đồng thời với quá trình cây tái sinh thế hệ củ kế tiếp.
Hemerocallis fulva (hoa hiên cam) và một số giống hoa hiên có rễ củ lớn; H. fulva mọc lan bằng thân bò lan dưới lòng đất kết thúc bằng một điểm tụ mới mọc rễ tạo ra các củ dày và sau đó phát triển ra nhiều thân bò lan hơn. Củ khoai lang là rễ cây, do các rễ bên của dây khoai lang ghim xuống đất và tích lũy tinh bột rồi dần phình to thành củ.
Cây có rễ củ có thể nhân giống từ cuối mùa hè đến cuối mùa đông bằng cách đào củ và tách chúng ra, đảm bảo rằng mỗi miếng có một số mô đỉnh để trồng lại.

Rễ và củ là một số loại cây trồng được thu hoạch rộng rãi nhất trên thế giới.

Rễ củ là nguồn dinh dưỡng phong phú cho con người và động vật hoang dã, ví dụ như củ Sagittaria cho vịt ăn.